# Janowa Góra

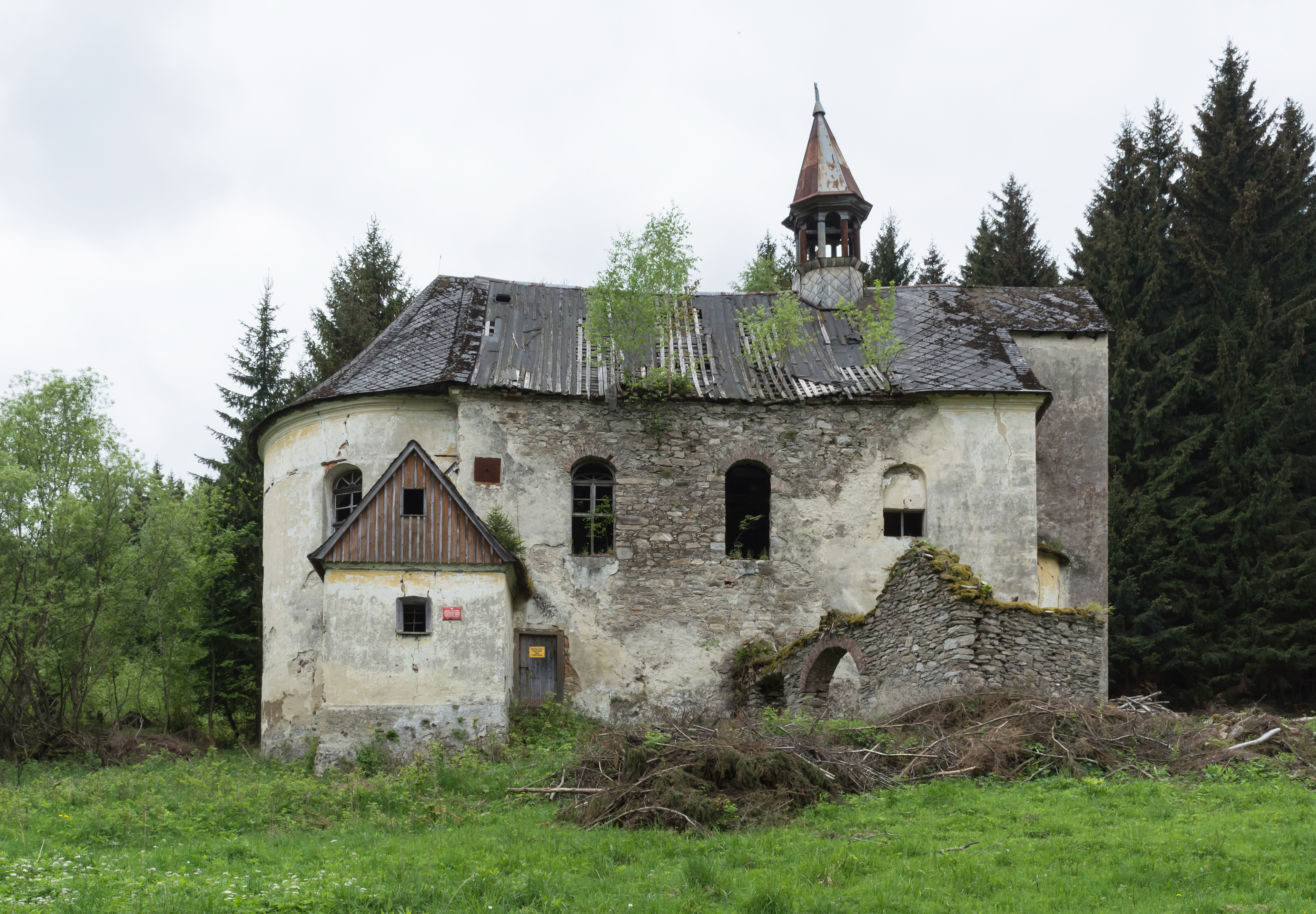
Kirche von Janowa Góra

Janowa Góra (deutsch: Johannesberg) ist ein Ort in der Stadt- und Landgemeinde Stronie Śląskie im Powiat Kłodzki der Woiwodschaft Niederschlesien in Polen. Es liegt sieben Kilometer südwestlich von Stronie Śląskie (Seitenberg).

## Geographie
Janowa Góra liegt im Norden des Glatzer Schneegebirges an der Woiwodschaftsstraße 392, die von Bystrzyca Kłodzka (Habelschwerdt) über Stronie Śląskie und Lądek-Zdrój (Bad Landeck) nach Żelazno (Eisersdorf) führt. Nachbarorte sind Rogóżka (Wolmsdorf) im Norden, Sienna (Heudorf) und Stara Morawa (Alt Mohrau) im Osten, Kletno (Klessengrund) im Südosten und Marcinków (Martinsberg) sowie das nicht mehr existierende Biała Woda (Weißwasser) im Nordwesten. Südwestlich erhebt sich der 1205 m hohe Schwarze Berg (polnisch Czarna Góra).

## Geschichte
Johannesberg gehörte von Anfang zur böhmischen Grafschaft Glatz. Es wurde Ende des 16. Jahrhunderts auf landesherrlichem Forstgrund angelegt und nach dem damals bereits existierenden Erzbergwerk „St. Johann“ benannt, das im Dreißigjährigen Krieg eingegangen ist. Es bestand zunächst aus einem Richtergut, einer Mehlmühle und 30 Häusern und bildete eine eigene Dorfgemeinde. Mit der Gründung sollte Wohnraum für die ihm Bergbau beschäftigten Arbeiter geschaffen und damit gleichzeitig der Bergbau nach verschiedenen Metallen gefördert werden. Auch die benachbarten Ortschaften Wilhelmsthal, Mohrau, Mühlbach, Kamnitz und Klessengrund wurden in dieser Zeit angelegt. Sie alle liegen im Südosten des Glatzer Kessels und waren im Besitz der Böhmischen Kammer. Zusammen mit anderen Kammerdörfern im Landecker Distrikt erwarb Johannesberg 1684 der Glatzer Landeshauptmann Michael Wenzel von Althann, der aus den erworbenen Dorfschaften die Herrschaft Seitenberg bildete.
Nach dem Ersten Schlesischen Krieg 1742 und endgültig mit dem Hubertusburger Frieden 1763 fiel Johannesberg zusammen mit der Grafschaft Glatz an Preußen. Für Anfang des 19. Jahrhunderts sind nachgewiesen: eine Begräbniskapelle, eine Schule, eine Mehlmühle und 28 Stückleute. Nach der Neugliederung Preußens gehörte es ab 1815 zur Provinz Schlesien und war zunächst dem Landkreis Glatz und ab 1818 dem neu geschaffenen Landkreis Habelschwerdt eingegliedert, mit dem es bis 1945 verbunden blieb. Seit 1874 gehörte die Landgemeinde Johannesberg zum Amtsbezirk Seitenberg. 1939 wurden 98 Einwohner gezählt.
Als Folge des Zweiten Weltkriegs fiel Johannesberg 1945 mit dem größten Teil Schlesiens an Polen und wurde in Janowa Góra umbenannt. Die deutschen Bewohner wurden 1945/46 vertrieben. Die neu angesiedelten Bewohner waren teilweise Zwangsumgesiedelte aus Ostpolen, das an die Sowjetunion gefallen war. Nachfolgend ging die Zahl der Einwohner deutlich zurück, wodurch die meisten Häuser und Gehöfte dem Verfall preisgegeben wurden. In den 1950er Jahren wurde in Janowa Góra erfolglos nach Uran gesucht. In den Jahren 1975–1998 gehörte Janowa Góra zur Woiwodschaft Wałbrzych (Waldenburg). Seit der politischen Wende von 1989 nimmt die touristische Bedeutung von Janowa Góra zu.

## Sehenswürdigkeiten
- Die Begräbniskapelle mit dem Patrozinium des böhmischen Landesheiligen Johannes von Nepomuk wurde 1753 erbaut und durch den damaligen Dechanten Michael Scholz, der in Landeck als Pfarrer amtierte, geweiht. Im Jahre 1800 stiftete ein Bürger aus Heudorf einen Kreuzweg für die Kapelle, der durch den Glatzer Franziskaner-Guardian Lucas Arlet geweiht wurde. Die Kapelle befindet sich in einem baufälligen Zustand.